# AEG

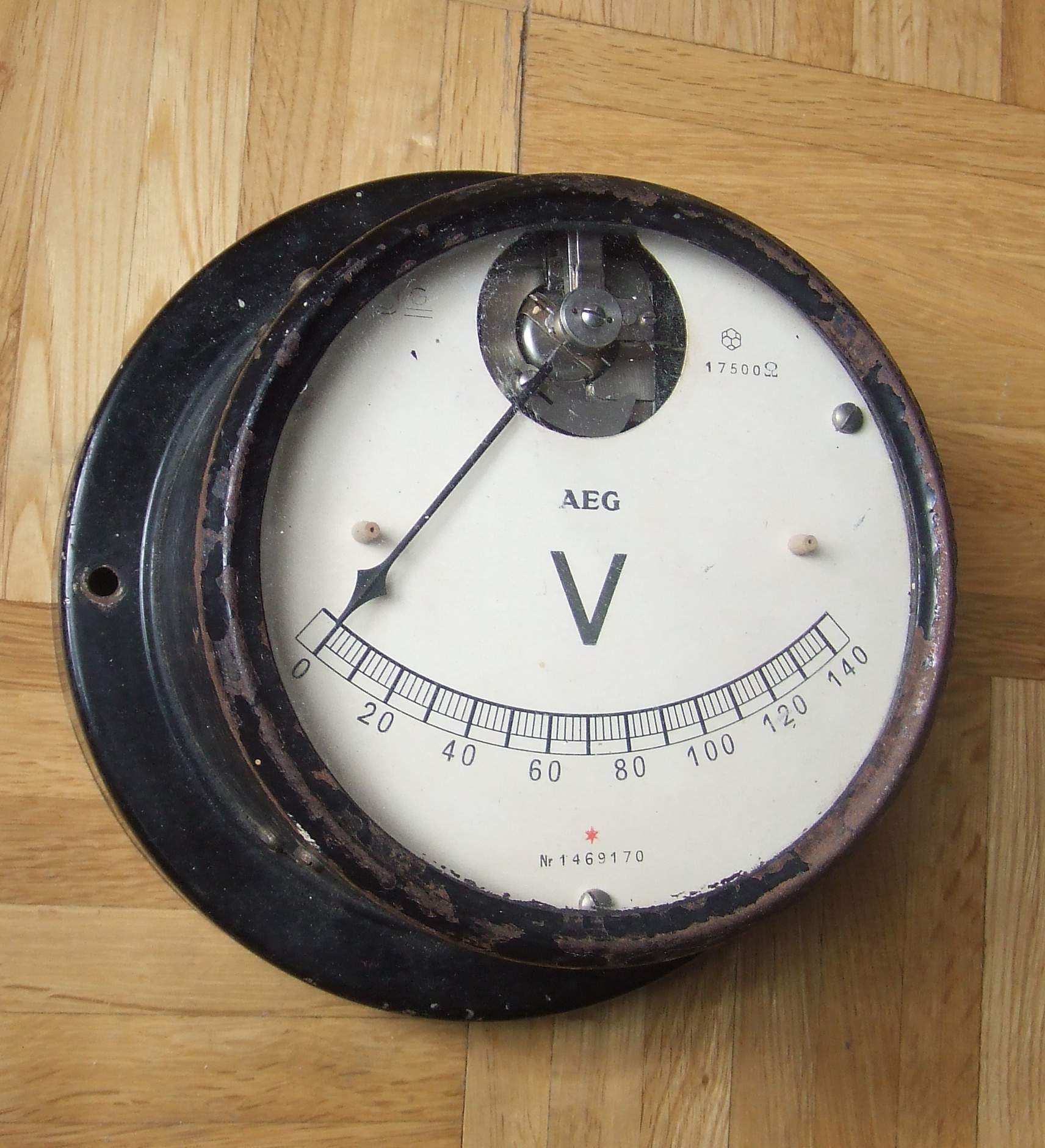
AEG volt-metr navržený Peterem Behrensem

AEG (Allgemeine Elektricitäts-Gesellschaft, General Electricity Company) byla německá firma vyrábějící elektronické a elektrické zařízení. AEG byla založena v roce 1887 Emilem Rathenauem, který koupil několik patentů od amerického vynálezce Thomase Edisona.

## Historie
Původní Německou Edisonovu společnost (Deutsche Edison Gesellschaft) založil Emil Rathenau v roce 1883 v Berlíně. V roce 1887 byla společnost změněna na Všeobecnou elektrotechnickou společnost (Allgemeine Elektrizitäts-Gesellschaft / AEG), která v roce 1903 připojila berlínskou Spojenou elektrotechnickou společnost (Union Elektrizitäts-Gesellschaft / Union). AEG-Union založila filiálku ve Vídni, která společně s bankovním koncernem Rakouský ústav pro pozemkový úvěr a Rakouský úvěrní ústav pro obchod a průmysl, založila v roce 1911 Rakouskou akciovou společnost na dodání elektřiny (Oesterreichischen Elektrizitäts- Lieferungs-Aktien-Gesellschaft / OELAG) ve Vídni. Společnost AEG-Union podporovala prostřednictvím OELAG zakládání a provoz elektráren, kam dodávala své technické zařízení, především generátory.
V roce 1911 uvedla společnost A.E.G. Union do provozu tramvajovou trať v Těšíně. Byla v provozu až do roku 1921, kdy z důvodu rozdělení města mezi Československo a Polsko byly zavedeny hraniční kontroly, které znemožnily provoz.

### Auta
AEG koupila Kühlstein v roce 1902 a založila divizi Neue Automobil Gesellschaft (New Automobile Company), k výrobě aut. AEG zanechala výrobu aut v roce 1908.

### Elektrifikace železnice
Začátkem 20. století AEG dodávala zařízení pro londýnskou oblast Railway electrification system Velké Británie.

### Letadla
AEG vyráběla řadu modelů letadel v letech 1910-1918. Jedno z navržených a postavených letadel byl dvouplošný bombardér AEG R.I. Tento letoun byl poháněn čtyřmi motory Mercedes D.IVa o výkonu 260 koňských sil. První let prototypu byl nadějný, ale 3. září 1918 se letadlo porouchalo a při nehodě zahynulo sedm členů posádky.

### Elektronika
Koncem 20. let 20. století inženýři z AEG spolupracovali s firmou BASF, divizí chemického giganta IG Farben, a vytvořili první použitelnou magnetickou pásku. Magnetofonový kazetový přehrávač, K1 Magnetofon, byl poprvé představen v roce 1938 na Rádio veletrhu v Berlíně.

### Sloučení - rozdělení firmy
V roce 1967 se AEG spojilo s firmou Telefunken a v roce 1969 začaly společně spolupracovat s firmou Siemens AG. V roce 1985 byla AEG koupena firmou Daimler-Benz. Divize domácích spotřebičů byla odprodána firmě Electrolux v roce 1996. Divize transportní techniky byla sloučena pod firmu ADtranz, která byla poté později prodána firmě Bombardier.
Později byla celá firma AEG integrována do společnosti DaimlerChrysler a v roce 1997 byla AEG rozdělena. V roce 2005 koupil Electrolux obchodní jméno AEG. V dnešní době několik částí původní firmy stále existuje a používají i nadále značku AEG.

## Významné etapy výroby domácích spotřebičů
- 1887 – Název společnosti se změnil z DEG na AEG
- 1889 – Představení prvních elektrických přístrojů na Výstavě prevence nehod v domácnosti v Berlíně
- 1907 – Jmenování Petera Behrense do funkce uměleckého poradce
- 1910 – První elektrický vařič AEG. Jeho funkce byly testovány pomocí průzkumu trhu
- 1912 – První lednice na elektrický pohon
- 1913 – Vysavač Dandy je prvním spotřebičem montovaným na výrobním pásu
- 1922 – AEG otevřela v Norimberku továrnu specializovanou na výrobu vařičů a sporáků
- 1935 – Lednice Santo – navržená tak, aby přesně odpovídala rozměrům kuchyňského nábytku
- 1950 – První pračka
- 1952 – První vestavná lednice
- 1958 – První plně automatická pračka Lavamat
- 1959 – První kombinovaná lednice
- 1961 – První vestavná mraznička
- 1964 – První sušička prádla
- 1976 – První pračka s eko programem
- 1977 – První plně elektronický sporá
- 1986 – První pračka se sníženou spotřebou prášku ÖKO Lavamat.
- 1987 – První indukční plotna
- 1993 – První lednice bez CFC
- 1994 – První sušička prádla s tepelným čerpadlem
- 2004 – Uvedení nové řady Die Neue Klasse
- 2006 – První sušička prádla třídy A
- 2011 – Neue Kollektion získala devět ocenění iF Design Awards.[3]

## Vývoj loga
Firemní identitu AEG vytvořil počátkem 20. století její designér Peter Behrens. Od té doby prošlo logo mnoha změnami, až se ustálilo na červeném písmu jako symbolu dokonalosti.
- 1894 – Design žárovky (První logo AEG vycházelo ze žárovky, hlavního výrobku značky a symbolizující světlo a elektřinu, které přinesla do Německa.)
- 1896 – Dodatečné zákruty (Na konci doby viktoriánské logo změnilo svůj vzhled poměrně dramaticky. Jméno značky bylo psané krouceným písmem.)
- 1900 – Zakřivené linie (Na přelomu 20. století byl světu představen secesní design se zakřivenými liniemi.)
- 1907 – Zvlněný chvost (První ze čtyř log Petera Behrense pro AEG zobrazovalo jméno AEG ve výrazném stylu s plynulými liniemi a písmenem „G“ s extra dlouhým chvostem.)
- 1908 – Uzavřené jméno (Zaoblený typ a malé písmeno „a“ vytvořily modernější vzhled, zatímco jméno firmy bylo uzavřeno uvnitř chvostu písmena „G“.)
- 1908 – Šestihranný tvar (Ikonické šestihranné logo bylo nejefektivnějším designem loga Behrense pro AEG. Geometrické tvary se v designech značky AEG používají dodnes jako symbol nadšení AEG pro inovaci.)
- 1912 – Design v rámečku (Poslední logo AEG od Behrense: jednoduchý kazetový design.)
- 1996 – Červená a bílá (Logo odráží moderní styl, bílé písmo směřuje svisle vzhůru k červenému trojúhelníku.)
- 2004 – Klasický design (Červená a bílá byly zaměněny a písmo bylo opět vodorovné.)
- 2012 – Moderní logo (Logo reprezentuje minulost, současnost a budoucnost AEG. Využívá typ písma Antiqua, který Behrens navrhl v roce 1920. Byla použita červená ikona reprezentující novou éru inovace.)